# Трибромид иода
Трибромид иода — неорганическое соединение
иода и брома с формулой IBr3,
коричневая жидкость.

## Физические свойства
Трибромид иода образует коричневую жидкость,
растворяется в тетрахлорметане и уксусной кислоте.

## Применение
- Галогенирующий агент.